# Aizoanthemum
Aizoanthemum es un género de plantas suculentas perteneciente a la familia Aizoaceae. Consta de 6 especies aceptadas, de las cuales algunas estaban anteriormente clasificadas en el género Aizoon.

## Descripción
Son plantas anuales, plantas herbáceas con ramas erectas extendidas, a menudo a bajas. Sus jóvenes entrenudos tienen alargadas papilas, los más viejos tiene papilas cortas. Las papilas secas aparecen como escamas planas. Las flores se presentan en grandes inflorescencias, que más o menos cubren toda la planta. Por lo general, sólo distalmente ramificada. Los frutos son cápsulas de color marrón oscuro a negro, con semillas con forma de riñón.[cita requerida]

## Taxonomía
Aizoanthemum fue descrito por Moritz Kurt Dinter en Hans Christian Friedrich y publicado en, Aizoanthemum Dinter ex Friedr., Eine Wenig Beachtete Gattung der Ficoidaceeae aus Südafrika., Mitteilungen der Botanischen Staatssammlung München, vol. 2, p. 342, 1957 La especie tipo es: Aizoanthemum membrum-connectens Dinter ex Friedrich. 

## Especies aceptadas
- Aizoanthemum dinteri (Schinz) Friedrich
- Aizoanthemum galenioides (Fenzl ex Sond.) Friedrich
- Aizoanthemum hispanicum (L.) H.E.K.Hartmann
- Aizoanthemum membrum-connectens Dinter ex Friedrich
- Aizoanthemum mossamedense (Welw. ex Oliv.) Friedrich
- Aizoanthemum rehmannii (Schinz) H.E.K.Hartmann[1]